# Henryk Obiedziński
Henryk Obiedziński, ps. „Apacz”, „Sowa” (ur. 19 października 1933 w Łodzi, zm. w 2021) – działacz antykomunistyczny. Członek Zarządu Związku Więźniów Politycznych Okresu Stalinowskiego, były członek organizacji „Huragan”.

## Życiorys
Wychowany w patriotycznej rodzinie robotniczej. Ojciec walczył w wojnie z bolszewikami w 1920 r, następnie z Niemcami w 1939 r. H. Obiedziński sprzeciwiał się sowietyzacji społeczeństwa polskiego, należał do trzynastoosobowej organizacji „Huragan” działającej w latach 1950–1951. Celem organizacji m.in. było demaskowanie komunistycznych kłamstw. Jedną z działalności jaką podjęli członkowie było rozwieszanie ulotek o antykomunistycznych treściach. W 1951 r. został aresztowany za posiadanie broni, ukrywał się przez trzy tygodnie, złapany i przetrzymywany cztery miesiące w Wojewódzkim Urzędzie Bezpieczeństwa Publicznego w Łodzi- przy alei Karola Anstadta (aktualnie XII Liceum Ogólnokształcące). Brutalnie przesłuchiwany, w wyniku tortur, stracił słuch na jedno ucho. Przez trzy lata był poddawany inwigilacji przez Urząd Bezpieczeństwa. Po raz kolejny represjonowany w 1976 r., gdy został internowany na trzy miesiące do przymusowej służby w wojsku. Od roku 1980, działacz NSZZ”Solidarność”, następnie w stanie wojennym 1981. Do 1989, działacz struktur niepodległościowych. Członek Zarządu Związku Więźniów Politycznych Okresu Stalinowskiego, pełnił funkcję skarbnika.
Został odznaczony m.in. Złotym Krzyżem Zasługi (2001), Krzyżem Wolności i Solidarności (2021) oraz Krzyżem Kawalerskim Orderu Odrodzenia Polski (2007).